# Монтелагвардија
Монтелагвардија је насеље у Италији у округу Катанија, региону Сицилија.
Према процени из 2011. у насељу је живело 108 становника. Насеље се налази на надморској висини од 731 м.